# Enrique Hormazábal
Daniel Enrique Hormazábal Silva (Santiago del Cile, 6 gennaio 1931 – Santiago del Cile, 18 marzo 1999) è stato un calciatore cileno, di ruolo centrocampista.

## Carriera
Vinse il campionato cileno nel 1956, nel 1960 e nel 1963 con il Colo Colo.